# Pierre-Jean Sabaterie
Pierre Jean Sabaterie est un homme politique français né le 9 août 1855 à Saint-Bonnet-le-Chastel (Puy-de-Dôme) et décédé le 11 avril 1930 à Paris.

## Biographie
Jean-Pierre Sabaterie, troisième enfant du voiturier Benoît Sabaterie et de sa femme Jeanne Maltrait (fille du forgeron Jean-Baptiste Maltrait), naît le 9 août 1855 à Saint-Bonnet-le-Chastel.
Après ses études, devenu médecin, il s'installe en 1883 à Arlanc. Très impliqué dans les organisations sanitaires de l'arrondissement d'Ambert, il est élu conseiller général du canton d'Arlanc, en 1895, et devient maire de la ville chef-lieu en 1896.
À partir de 1899, et jusqu'à son élection comme parlementaire en 1902, il est président de la commission départementale. La mémoire publique lui attribuera le surnom sarcastique, et pour partie posthume, de "petit père des cantonniers", en raison du legs qu'il institua en faveur des cantonniers méritants auprès du département du Puy-de-Dôme.
Il est député du Puy-de-Dôme, inscrit au groupe de la Gauche radicale, de 1902 à 1909. En 1906, il est secrétaire de la Chambre. Il est sénateur du Puy-de-Dôme de 1909 à 1930.
Il décède le 11 avril 1930, deux mois et demi après l'établissement de son testament.

## Sources
- « Pierre-Jean Sabaterie », dans le Dictionnaire des parlementaires français (1889-1940), sous la direction de Jean Jolly, PUF, 1960 [détail de l’édition]